# 325-я ночная бомбардировочная авиационная дивизия
325-я ночная бомбардировочная авиационная Осовецкая Краснознамённая ордена Суворова дивизия  (325-я нбад) — соединение бомбардировочной авиации Военно-Воздушных сил (ВВС) Вооружённых Сил РККА, принимавшее участие в боевых действиях Великой Отечественной войны.

## Боевой путь
Дивизия была сформирована из 634-го, 644-го и 16-го ночных бомбардировочных авиационных полков из 213-й ночной бомбардировочной авиационной дивизии. В составе дивизии была сформирована 316-я отдельная рота связи. Командиром дивизии назначен подполковник Г. П. Покоевой, замполитом подполковник Ф. Ф. Морозов, начальником штаба подполковник Н. А. Стрелков.
В сентябре 1943 года дивизия в составе 1-й воздушной армии осуществляла поддержку наземных войск Западного фронтана смоленском направлении. 16-й ночной бомбардировочный авиаполк наносил бомбовые удары по аэродромам Шаталово и Смоленск Северный, населенным пунктам Павловск и Поповка, автотранспорту противника на участках дорог Смоленск — Ельня, Починок — Княжное.
В ноябре-декабре 1943 года полки дивизии вели разведку войск противника на дорогах Орша — Лучеса, Высокое — Бабиновичи, Дубровно — Высокое, Дубровно — Боброво, Дубровно — Вежки, Дубровно — Горки, Дубровно — Лапыри, Дубровно — Загвоздино, Дубровно — Орша, Орша — Копысь, Остров Юрьев и бомбардировку войск, артиллерийско-минометных позиций и складов в районе населенных пунктов Неродичи, Красная Слобода, Большое и Малое Савино, Застенок-Юрьев, Гураки.
В январе-феврале 1944 года полки дивизии осуществлял воздушную поддержку наземных войск Западного фронта на оршанском и витебском направлениях, вели разведку войск противника на участках дорог Богушевск — Замостье, Мошканы — Юшков, Любаны — Обухово, Обухово — Шемячино, Шнитки — Лучковское и вели бомбардировку воинских эшелонов на железнодорожных станциях Богушевск, Коханово, Выдерщина и Курасово и на участке железной дороги Лычковского — Замосточье. При выполнении боевых заданий погибли ст. лейтенант В. Ф. Козлов, лейтенант В. К. Тряпкин, мл. лейтенанты М. Н. Ильичёв и Д. Ф. Солдатенко.
В апреле-мае 1944 года лётчики дивизии вылетали на бомбардировку войск противника, складов горючего и боеприпасов на участках дорог Ельня — Спас-Деменск и Будино — Сухари, на железнодорожных станциях Павлиново и Погодино. Из боевых вылетов не вернулись экипажи лейтенанта И. Ещанова и мл. лейтенанта Н. И. Ваганова, командира 16-го бомбардировочного авиаполка майора П. Н. Борисова и штурмана полка майора В. И. Зубова.
В апреле-мае 1944 года эскадрилья из 16-го ночного бомбардировочного авиационного полка произвела 907 вылетов на связь для штаба 4-й воздушной армии. За отличное выполнение заданий командования лётчикам эскадрильи вынесена благодарность начальником штаба армии.
В мае-июне 1944 года, в период подготовки операции по прорыву обороны противника на реке Проня, лётчики 16-го ночного бомбардировочного авиационного полка выполнили 379 ночных разведывательных вылетов в районе населенных пунктов Сава, Любеж, Чаусы, Сахаровка, Осовец, Орша, Ямница, железнодорожных станций Зубры и Сокулка, на участках дорог Сухари — Хоньковичи, Мартюхово — Славное, Горки — Орша. В ночь на 30 мая 1944 года при выполнении боевого задания западнее Могилева погиб командир звена гвардии ст. лейтенант Б. Ф. Творогов.
В июне 1944 года лётчики 16-го ночного бомбардировочного авиационного полка выполнили 232 вылета на доставку боеприпасов партизанским отрядам, заброску во вражеский тыл разведчиков и эвакуацию из тыла противника раненых партизан и детей. Командование полка и наиболее отличившиеся при выполнении задания лётчики и штурманы были награждены медалями «Партизану Отечественной войны».
29 мая 1944 года в состав дивизии включены 46-й гвардейский ночной бомбардировочный авиационный Таманский Краснознамённый полк и 889-й ночной бомбардировочный авиационный Новороссийский полк.
Во время проведения Белорусской операции лётчики дивизии выполнили 2932 ночных боевых вылета на бомбардировку артиллерийских позиций в районе города Белосток, войск противника в районе населенных пунктов Августов, Беланы, Благовичи, Быхов, Будино, Гадуни, Галузы, Голынец, Головчин, Дашковка, Горки, Колосовщина, Кузница, Макеевка, Новоселки, Ломжа, Остроленка, Столбцы, Выпихи, Мястково, Шклов, Чаусы, Червень, Черновка, железнодорожных станций Зубры, Граево, Ликк, Новогруд, Реста и Осовец, на участках дорог Васильевщина — Березино, Мястово — Рудзеево, Чаусы-Сухари, Ломжа-Острогродзинск, Могилёв-Быхов, Остроленка — Мазовецкий, Гуслище — Новоселки, Белы — Бельцонцен и на Минском шоссе, воздушную поддержку частей и соединений 2-го Белорусского фронта в боях при прорыве линии фронта на реке Проня и во время наступления на могилёвском и минском направлениях. Особенно лётчики дивизии отличились в боях за овладение городом Гродно и крепостью Осовец. При выполнении боевых заданий погибли замполит 634-го ночного бомбардировочного авиаполка подполковник И. Е. Науменков, майор Ф. В. Большев, гвардии капитан И. З. Пятилышнов, капитан П. И. Александров, ст. лейтенанты В. Н. Кравченко и В. Т. Ильенко, гвардии лейтенанты В. Ф. Соловьев, В. Л. Белик и Т. П. Макарова, лейтенанты Г. Д. Мамалыга и А. М. Бирюков, мл. лейтенанты С. И. Батенко, В. И. Монахов, Ф. А. Моисеев, А. С. Чистяков и В. Н. Панков, механик старшина Л. Г. Варакина, ст. сержант Савин.
Приказом НКО от 1 сентября 1944 года на основании Приказа ВГК № 166 от 14 августа 1944 года 325-й ночной бомбардировочной авиационной дивизии присвоено почётное наименование «Осовецкая».
Во время боев за освобождение Восточной Польши в октябре-декабре 1944 года дивизия в составе 5-х полков, осуществляла разведку и бомбардировку живой силы и техники противника в районе населенных пунктов Вельголинки, Винница, Вуссовка, Драчково, Добрыляс, Морговники, Зельке-Домбровка, Швелица, Пултуск, Макув, Модлин, Насельск, Броды, Красносельп, Лодзиново, Зельки, железнодорожных станций Голымин и Цеханув, уничтожение транспорта на дорогах Ломжа — Новогруд, Карнево — Черностув, Гура — Пултуск, Масаки — Черностув, Рожан — Макув, Рожан — Пултуск, Габово — Нардово и Глодово — Черностув. При выполнении боевых заданий погибли гвардии капитан О. А. Санфирова, ст. лейтенант А. К. Озиев, гвардии техник-лейтенант А. Д. Бобров, лейтенанты В. С. Зеткин и А. П. Самоделков, мл. лейтенанты А. Н. Гравчев, М. И. Карев, И. Р. Очкас и М. Ф. Зудин.
Во время проведения Восточно-Прусской, Восточно-Померанской и Берлинской наступательных операций полки дивизии наносили бомбовые удары по войскам противника в районе городов и населенных пунктов Хель, Свинемюнде, Киритц, Старгард, Оксхефт, Данциг, Гдыня, Гартц, Грудек, Мельзак, Никельсвальде, Нетреббин, Померансдорф, Штеттин, Пельплин, Пшасныш, Поппот, Пиннов, Пленудорф, Краков, Шнекенбург, Штральзунд, Тантов, Казеков, Эльбинг, Хмелево, железнодорожных станций Вушевир, Скурп, Тантов, Штольпе и Мендельков, на участках шоссейных дорог Гура — Пултуск, Цеханув — Глиноецк, и осуществляли поддержку наземных войск 2-го Белорусского фронта при прорыве укрепленной оборонительной полосы на реке Нарев в январе 1945 года и при форсировании реки Одер. Во время боевого вылета штурманом ст. лейтенантом П. Ф. Козловым сбит немецкий бомбардировщик Do 217 в районе населенного пункта Линдов. При выполнении боевых заданий погибли капитан И. П. Ленев, ст. лейтенанты Г. П. Бардачев и П. Ф. Козлов, лейтенанты А. А. Красотин и Д. Я. Лебедев, мл. лейтенанты В. М. Аникеев, Н. Д. Алямкин, Б. К. Зеленцов, И. А. Иващук, Е. И. Масалов, Г. И. Ткач, Н. Е. Краснянский, Е. Т. Перминов и И. П. Сабетов, ст. сержант Л. А. Горностаев.
Всего за время войны лётчики дивизии выполнили 77909 самолётовылетов, из них 40650 боевых вылетов.
Полевая почта — 18258.

## Командир дивизии
- полковник Покоевой Григорий Прокофьевич[6], 17.08.1943 — 08.1945

## Участие в операциях и битвах
- Смоленская наступательная операция[6] - с 7 августа по 2 октября 1943 года
- Новороссийско-Таманская операция – с 9 сентября 1943 года по 9 октября 1943 года.
- Новороссийская операция – с 9 сентября 1943 года по 16 сентября 1943 года.
- Белорусская операция «Багратион»[6] - с 23 июня 1944 года по 29 августа 1944 года.
- Белостокская операция – с 5 июля 1944 года по 27 сентября 1944 года.
- Осовецкая операция[6] – с 6 августа 1944 года по 14 августа 1944 года.
- Остроленская операция – с сентября 1944 года по октябрь 1944 года.
- Восточно-Прусская операция[6] - с 13 января по 25 апреля 1945
- Восточно-Померанская операция[6] – 20 февраля 1945 года по 4 апреля 1945 года.
- Берлинская наступательная операция[6] – с 16 апреля 1945 года по 8 августа 1945 года.

## Управление дивизии
- Заместитель командира дивизии по политчасти - начальник политотдела
  - подполковник, полковник Морозов Фёдор Филиппович
- Заместитель командира дивизии
  - подполковник Кукушкин Андрей Андреевич (с августа 1944 г.)
- Штурман дивизии
  - майор Доленко Александр Петрович

## Штаб дивизии
- Начальник штаба дивизии
  - подполковник Стрелков Николай Алексеевич
- Заместитель начальника штаба дивизии
  - подполковник Щиголь Дмитрий Игнатьевич

## Состав дивизии
| Части                                                     | Период            | Вооружение |
| --------------------------------------------------------- | ----------------- | ---------- |
| 634-й ночной бомбардировочный авиационный полк            | с августа 1943 г. | По-2       |
| 644-й ночной бомбардировочный авиационный полк            | с августа 1943 г. | По-2       |
| 16-й ночной бомбардировочный авиационный полк             | с августа 1943 г. | По-2       |
| 46-й гвардейский ночной бомбардировочный авиационный полк | с мая 1944 г.     | По-2       |
| 889-й ночной бомбардировочный авиационный полк            | с мая 1944 г.     | По-2       |
| 316-я отдельная рота связи                                | с августа 1943 г. |            |

## Почётные наименования
- Приказом НКО от 25 июля 1944 года на основании Приказа ВГК №139 от 16 июля 1944 года 634-му и 644-му ночным бомбардировочным авиационным полкам присвоено почётное наименование «Гродненский».
- Приказом наркома обороны СССР от 9 августа 1944 года на основании Приказа ВГК №151 от 27 июля 1944 года 16-му ночному бомбардировочному авиационному полку присвоено почётное наименование «Белостокский».
- Приказом НКО от 1 сентября 1944 года на основании Приказа ВГК №166 от 14 августа 1944 года 325-й ночной бомбардировочной авиационной дивизии присвоено почётное наименование «Осовецкая».

## Награды
- Указом Президиума Верховного Совета СССР 16-й ночной бомбардировочный авиационный Белостокский полк награжден орденом Кутузова III степени.
- Указом Президиума Верховного Совета СССР 634-й ночной бомбардировочный авиационный Гродненский полк награжден орденом Красного Знамени.
- Указом Президиума Верховного Совета СССР 644-й ночной легкобомбардировочный авиационный Гродненский полк награжден орденом Красного Знамени.
- Указом Президиума Верховного Совета СССР от 17 мая 1945 года 889-й ночной бомбардировочный авиационный Новороссийский полк награжден орденом Кутузова III степени[7].
- Указом Президиума Верховного Совета СССР от 5 апреля 1945 года 46-й гвардейский ночной бомбардировочный авиационный Таманский Краснознамённый полк награжден орденом Суворова III степени.
- Указом Президиума Верховного Совета СССР 325-я ночная бомбардировочная авиационная дивизия награждена орденом Боевого Красного Знамени.
- Указом Президиума Верховного Совета СССР 325-я ночная бомбардировочная авиационная Осовецкая дивизия награждена орденом Суворова II степени.

## Благодарности Верховного Главнокомандующего
Воинам 325-й ночной бомбардировочной авиадивизии объявлены благодарности Верховного Главнокомандующего:
- За отличие в боях при прорыве обороны немцев на Могилевском направлении и форсирование реки Проня западнее города Мстиславль, при занятии районного центра Могилевской области — города Чаусы и освобождении более 200 других населенных пунктов, среди которых Черневка, Ждановичи, Хоньковичи, Будино, Васьковичи, Темривичи и Бординичи[8].
- За отличие в боях при овладении штурмом овладели крупным областным центром Белоруссии городом Могилёв — оперативно важным узлом обороны немцев на минском направлении, а также овладении с боями городов Шклов и Быхов[9].
- За отличие в боях при овладении городом и крупным промышленным центром Белосток — важным железнодорожным узлом и мощным укрепленным районом обороны немцев, прикрывающим пути к Варшаве[10].
- За отличие в боях при овладении штурмом городом и крепостью Осовец — мощным укрепленным районом обороны немцев на реке Бобр, прикрывающим подступы к границам Восточной Пруссия[11].
- За отличие в боях при овладении городом и крепостью Ломжа — важным опорным пунктом обороны немцев на реке Нарев[12].
- За отличие в боях при овладении штурмом города Пшасныш (Прасныш), городом и крепостью Модлин (Новогеоргиевск) — важными узлами коммуникаций и опорными пунктами обороны немцев, а также при занятии с боями более 1000 других населенных пунктов[13].
- За отличие в боях при овладении городами Млава и Дзялдов (Зольдау) — важными узлами коммуникаций и опорными пунктами обороны немцев на подступах к южной границе Восточной Пруссии и городом Плоньск — крупным узлом коммуникаций и опорным пунктом обороны немцев на правом берегу Вислы[14].
- За отличие в боях при выходе на побережье Балтийского моря и при овладении городом Кёзлин — важным узлом коммуникаций и мощным опорным пунктом обороны немцев на путях из Данцига в Штеттин, раасчение войск противника в Восточной Померании от его войск в Западной Померании[15].
- За отличие в боях при овладении городом и крепостью Грудзёндз (Грауденц) — мощным узлом обороны немцев на нижнем течении реки Висла[16].
- За отличие в боях при овладении городами Гнев (Меве) и Старогард (Прейсиш Старгард) — важными опорными пунктами обороны немцев на подступах к Данцигу[17].
- За отличие в боях при овладении городом Штольп — важным узлом железных и шоссейных дорог и мощным опорным пунктом обороны немцев в Северной Померании[18].
- За отличие в боях при овладении городом и военно-морской базой Гдыня — важной военно-морской базой и крупным портом на Балтийском море[19].
- За отличие в боях при овладении городом и крепостью Гданьск (Данциг) — важнейшим портом и первоклассной военно-морской базой немцев на Балтийском море[20].
- За отличие в боях при овладении главным городом Померании и крупным морским портом Штеттин, а также занятии городов Гартц, Пенкун, Казеков, Шведт[21].
- За отличие в боях при овладении городами Грайфсвальд, Трептов, Нойштрелитц, Фюрстенберг, Гранзее — важными узлами дорог в северо-западной части Померании и в Мекленбурге[22].
- За отличие в боях при овладении городами Штральзунд, Гриммен, Деммин, Мальхин, Варен, Везенберг — важными узлами дорог и сильными опорными пунктами обороны немцев[23].
- За отличие в боях при овладении городом Росток и Варнемюнде[24].
- За отличие в боях при разгроме берлинской группы немецких войск овладением столицы Германии городом Берлин — центром немецкого империализма и очагом немецкой агрессии[25].
- За отличие в боях при овладении городами Барт, Бад-Доберан, Нойбуков, Барин, Виттенберге и соединении 3 мая с союзными английскими войсками на линии Висмар, Виттенберге[26].
- За отличие в боях при овладении портом и военно-морской базой Свинемюнде — крупным портом и военно-морской базой немцев на Балтийском море[27].
- За отличие в боях при форсировании пролива Штральзундерфарвассер и овладении островом Рюген[28].